# Nigeria na letnich igrzyskach olimpijskich
Nigeria wystartowała we wszystkich letnich IO od igrzysk w Helsinkach w 1952, oprócz igrzysk w Montrealu w 1976 roku. Reprezentowana była przez 478 sportowców (329 mężczyzn i 149 kobiet). Najwięcej złotych medali oraz medali w ogóle zdobyła podczas igrzysk w Atlancie w 1996 roku..

## Klasyfikacja medalowa
| Igrzyska            | Złoto | Srebro | Brąz | Razem |
| ------------------- | ----- | ------ | ---- | ----- |
| 1952 Helsinki       | 0     | 0      | 0    | 0     |
| 1956 Melbourne      | 0     | 0      | 0    | 0     |
| 1960 Rzym           | 0     | 0      | 0    | 0     |
| 1964 Tokio          | 0     | 0      | 1    | 1     |
| 1968 Meksyk         | 0     | 0      | 0    | 0     |
| 1972 Monachium      | 0     | 0      | 1    | 1     |
| 1980 Moskwa         | 0     | 0      | 0    | 0     |
| 1984 Los Angeles    | 0     | 1      | 1    | 2     |
| 1988 Seul           | 0     | 0      | 0    | 0     |
| 1992 Barcelona      | 0     | 3      | 1    | 4     |
| 1996 Atlanta        | 2     | 1      | 3    | 6     |
| 2000 Sydney         | 1     | 2      | 0    | 3     |
| 2004 Ateny          | 0     | 0      | 2    | 2     |
| 2008 Pekin          | 0     | 1      | 3    | 4     |
| 2012 Londyn         | 0     | 0      | 0    | 0     |
| 2016 Rio de Janeiro | 0     | 0      | 1    | 1     |
| Razem               | 3     | 8      | 13   | 24    |

### Według dyscyplin
| Dyscyplina        | Złoto | Srebro | Brąz | Razem |
| ----------------- | ----- | ------ | ---- | ----- |
| Lekkoatletyka     | 2     | 3      | 8    | 13    |
| Piłka nożna       | 1     | 1      | 1    | 3     |
| Boks              | -     | 3      | 3    | 6     |
| Podnoszenie cięż. | -     | 1      | -    | 1     |
| Taekwondo         | -     | -      | 1    | 1     |
| Razem             | 3     | 8      | 13   | 24    |